# Boks na Igrzyskach Wspólnoty Narodów Młodzieży 2011
Zawody bokserskie na Igrzyskach Wspólnoty Narodów Młodzieży 2011 odbyły się w położonym na wyspie Man mieście Douglas w dniach 8–11 września 2011 roku.

## Informacje ogólne
Organizatorzy zawodów, w porozumieniu z AIBA, postanowili, że walki odbędą się w ośmiu z dziesięciu uznawanych przez tę organizację kategoriach wagowych. Z rywalizacji zostały wyłączone dwie najcięższe, gdyż zostały uznane za nieodpowiednie dla zawodników w tej grupie wiekowej. O osiem kompletów medali walczyło zatem łącznie 72 zawodników. Każdy kraj mógł wystawić maksymalnie jednego zawodnika w każdej z kategorii wagowych. Ich wiek musiał zaś znajdować się w przedziale 17–18 lat, czyli uprawnieni do startu byli sportowcy urodzeni w latach 1993–1994. Z uwagi na liczbę zgłoszonych zawodników pierwsze walki eliminacyjne odbyły się jeszcze przed ceremonią otwarcia.
Areną rywalizacji bokserów była Villa Marina, której Royal Hall posiada 1000 stałych miejsc siedzących, a na czas zawodów zostały zainstalowane dodatkowe miejsca wokół głównego ringu. Dwa treningowe ringi zostały natomiast udostępnione w przyległej Promenade Suite.
Zawody zdominowali reprezentanci Anglii i Australii, zdobywając wszystkie złote medale, odpowiednio pięć i trzy.

## Podsumowanie

### Klasyfikacja medalowa
| Miejsce | Reprezentacja     | Złoto | Srebro | Brąz | Razem |
| ------- | ----------------- | ----- | ------ | ---- | ----- |
| 1       | Anglia            | 5     | 1      | 1    | 7     |
| 2       | Australia         | 3     | 1      | 0    | 4     |
| 3       | Szkocja           | 0     | 3      | 1    | 4     |
| 4       | Walia             | 0     | 1      | 2    | 3     |
| 5       | Indie             | 0     | 1      | 1    | 2     |
| 5       | Kanada            | 0     | 1      | 1    | 2     |
| 7       | Irlandia Północna | 0     | 0      | 3    | 3     |
| 8       | Południowa Afryka | 0     | 0      | 2    | 2     |
| 9       | Botswana          | 0     | 0      | 1    | 1     |
| 9       | Mauritius         | 0     | 0      | 1    | 1     |
| 9       | Tonga             | 0     | 0      | 1    | 1     |
| 9       | Wyspy Salomona    | 0     | 0      | 1    | 1     |
| 9       | Zambia            | 0     | 0      | 1    | 1     |
| Razem   | Razem             | 8     | 8      | 16   | 32    |

### Medaliści
| Konkurencja          | 1. miejsce                | 2. miejsce                | 3. miejsce                             |
| -------------------- | ------------------------- | ------------------------- | -------------------------------------- |
| Waga papierowa       | Anglia · Jack Bateson     | Indie · Rahul Poonia      | Południowa Afryka · Nyiko Ndukula      |
| Waga papierowa       | Anglia · Jack Bateson     | Indie · Rahul Poonia      | Mauritius · Cornet Claudi              |
| Waga musza           | Anglia · Samson Sykes     | Australia · Jackson Woods | Irlandia Północna · Joseph Fitzpatrick |
| Waga musza           | Anglia · Samson Sykes     | Australia · Jackson Woods | Walia · Josh John                      |
| Waga kogucia         | Anglia · Qais Ashfaq      | Kanada · Jessy Brown      | Zambia · Obedy Mutapa                  |
| Waga kogucia         | Anglia · Qais Ashfaq      | Kanada · Jessy Brown      | Wyspy Salomona · Cliff Wale            |
| Waga lekka           | Anglia · Henry Thomas     | Szkocja · Charlie Flynn   | Irlandia Północna · Enda Kennedy       |
| Waga lekka           | Anglia · Henry Thomas     | Szkocja · Charlie Flynn   | Południowa Afryka · Jabulani Makhense  |
| Waga lekkopółśrednia | Australia · Daniel Lewis  | Anglia · Darren Tetley    | Szkocja · Rhys Pagan                   |
| Waga lekkopółśrednia | Australia · Daniel Lewis  | Anglia · Darren Tetley    | Walia · Mitch Buckland                 |
| Waga półśrednia      | Anglia · Damon Jones      | Szkocja · Kieran Smith    | Botswana · Botshelo Robby              |
| Waga półśrednia      | Anglia · Damon Jones      | Szkocja · Kieran Smith    | Irlandia Północna · Conor Doherty      |
| Waga średnia         | Australia · Dylan Hardy   | Szkocja · Grant Quigley   | Indie · Surender Singh                 |
| Waga średnia         | Australia · Dylan Hardy   | Szkocja · Grant Quigley   | Kanada · Cody Crowley                  |
| Waga półciężka       | Australia · Brandon Allan | Walia · Calum Evans       | Anglia · Jack Massey                   |
| Waga półciężka       | Australia · Brandon Allan | Walia · Calum Evans       | Tonga · Heamasi Sekona                 |